# Pachycladon exilis
Pachycladon exilis är en korsblommig växtart som först beskrevs av Peter B. Heenan, och fick sitt nu gällande namn av Peter B. Heenan och A.D. Mitchell. Pachycladon exilis ingår i släktet Pachycladon och familjen korsblommiga växter. Inga underarter finns listade i Catalogue of Life.